# Cistanthe calycina
Cistanthe calycina är en källörtsväxtart som först beskrevs av Philippi, och fick sitt nu gällande namn av Carolin och Hershkovitz. Cistanthe calycina ingår i släktet Cistanthe och familjen källörtsväxter. Inga underarter finns listade i Catalogue of Life.